# Глебович, Юрий Николаевич
Ю́рий Никола́евич Глебо́вич (Ежи Ка́роль Глебович; пол. Jerzy Karol Hlebowicz, 1605? — 18 апреля 1669, Заславль, Великое княжество Литовское) — государственный деятель Речи Посполитой из рода Глебовичей герба «Лелива».
Сын Николая Глебовича и Марцебелы Корецкой. В 1633 году назначен старостой Аникштским и Радошковичским. Политическую карьеру начал в июне 1639 году, получив должность королевского подчашего. В том же 1639 году назначен на должность подскарбия литовского.
В 1640 году женился на Катерине Радзивилл — сестре гетмана Януша Радзивилла. В 1643 году назначен воеводой смоленским. Много времени уделял укреплению фортификаций Смоленска, на время отставив ради этого политические дела в Вильно, Кракове и Варшаве, где появлялся редко. В марте 1644 года и в 1645 году принимал активное участие в заседаниях Сената Речи Посполитой. Во время бескоролевья приехал в Краков только в ноябре, чтобы принять участие в выборах и подписать элекционный диплом Яна Казимира Вазы. Во время коронационного сейма поднимал для обсуждения вопросы, касающиеся обороны Смоленска. В 1650 году участвовал в работе созданной в Вильно комиссии по вопросам финансирования армии Великого княжества Литовского. В 1651 году был комиссаром при заключения мира с казаками в Белой Церкви, а затем в переговорах с казаками в 1659 году. В 1653 году назначен старостой жмудским.
Во время русско-польской войны 1654—1667 годов принимал участие в военных действиях. В 1655 году принял протекторат Швеции, в числе других подписав Кейданскую унию. Позднее комиссаром участвовал в дипломатических и мирных переговорах с Россией (1660, 1662, 1664). С 1659 года находился в переписке с Богуславом Радзивиллом по поводу владений последнего на территории Великого княжества Литовского. В составе делегации Речи Посполитой подписал Андрусовское перемирие в январе 1667 года, по оценкам современников сыграл значительную роль в его заключении. В 1668 году, в том числе в награду за заключение Андрусовского перемирия, Глебович назначен воеводой виленским.
Глебович придерживался на переговорах позиции компромисса с Россией, хотя с передачей ей Смоленска и Дорогобужа терял значительную часть своих наследственных владений.

## Семья
Последний из рода Глебовичей.
Супруга — Катажина Радзивилл (1614—1674), сестра гетмана Януша Радзивилла.
Две дочери:
- Марцебела Анна (1641—12.12.1681) — с 1661 замужем за князем Мартином Огинским.
- Кристина Барбара (1647—11.09.1695) — одна из богатейших невест в Великом княжестве Литовском того времени; с 1667 замужем за Kазимиром Яном Сапегой. Казимир Ян и Кристина известны своей благотворительностью, выделяли средства на строительство храмов различных конфессий, в том числе в 1676 году основали доминиканский монастырь в Заславле.